# Titularbistum Egara
Egara ist ein Titularbistum der römisch-katholischen Kirche.
Es geht zurück auf einen untergegangenen Bischofssitz in der gleichnamigen antiken Stadt (heute Terrassa in Katalonien), die in der römischen Provinz Tarraconensis lag. Der Bischofssitz gehörte der Kirchenprovinz Tarragona an.
| Titularbischöfe von Egara |                                      |                                                      |                 |                   |
| Nr.                       | Name                                 | Amt                                                  | von             | bis               |
| 1                         | Justo Goizueta Gridilla OAR          | Prälat von Madera (Mexiko)                           | 14. Januar 1970 | 15. Februar 1978  |
| 2                         | Juan Francisco Sarasti Jaramillo CIM | Weihbischof in Cali (Kolumbien)                      | 8. März 1978    | 23. Dezember 1983 |
| 3                         | Paulius Antanas Baltakis OFM         | Auslandsbischof der Litauer                          | 1. Juni 1984    | 17. Mai 2019      |
| 4                         | Luis Romero Fernández MId            | Weihbischof in Rockville Centre (Vereinigte Staaten) | 3. März 2020    |                   |